# Pauesia pahtonis
Pauesia pahtonis är en stekelart som beskrevs av Pike och Jaroslav Stary 1996. Pauesia pahtonis ingår i släktet Pauesia och familjen bracksteklar. Inga underarter finns listade i Catalogue of Life.